# 张道昇
张道昇（730年代—800年代），字道昇，唐朝将官。
幽州范阳人。曾祖父朝议郎守檀州司马张彻，祖父朝散大夫行妫州长史张克明，父骠骑大将军、持节毫州刺史张令晖。张道昇为张令晖长子。
少年有奇节，多方略，读文史，学射箭。出仕后，充幽州节度副将，转左金吾卫大将军。不久充左厢步军大将、兼节度押衙。节度使朱泚想归顺朝廷，张道昇促成其事，于是奉命率二万精骑入朝，被署为行营都知兵马使。唐德宗嘉奖朱泚所为，拜为宰相，不久又任为太尉、兼陇右节度使；以张道昇有辅佐之功，特赐车马、金银、缯彩数以万计。张道昇都置于廊下，令将士使用，一金也不拿进私室，廉洁如此。积功迁特进、开府仪同三司、持节陇州诸军事、陇州刺史（约在贞元末年）、上柱国、南阳县开国伯。卒于长安私宅，年六十七。嗣子张佋，次子张侠。永贞元年（805年）十一月，以礼葬于幽州良乡县阎沟山原。
张道昇生平事迹于史无载。李伯良撰《唐故开府仪同三司持节陇州诸军事行陇州刺史上柱国南阳县开国伯张府君墓志铭并序》载其生平，但其卒年因墓志原文年久模糊而失考。